# كورتني هودجز
كورتني هودجز (بالإنجليزية: Courtney Hodges)‏  (و. 1887 – 1966 م) هو ضابط، من الولايات المتحدة، ولد في بيري، ويحمل رتبة عسكرية فريق أول، وجنرال، توفي في سان أنطونيو، عن عمر يناهز 79 عاماً.

## التعليم
تعلم في كلية القيادة والأركان العامة للجيش الأمريكي ‏.

## الخدمة العسكرية
خدم في القوات البرية للولايات المتحدة.

## جوائز
حصل على جوائز منها:
- ميدالية النجمة البرونزية
- وسام سوفوروف من الدرجة الأولى  [لغات أخرى]‏
- ستار سيلفر
- ميدالية النصر في الحرب العالمية الثانية [الإنجليزية]‏.